# Michael Hooper
Michael Hooper (Sydney, 29 ottobre 1991) è un rugbista a 15 australiano, terza linea ala dei Toyota Verblitz in Top League e dal 2017 capitano degli Wallabies.

## Biografia
Hooper è originario del sobborgo di Manly a Sydney, dove suo padre David, inglese di Maidstone (Kent) si trasferì a 24 anni con la moglie australiana dopo un passato rugbistico in patria nel Blackheath.
Sotto osservazione dei Brumbies, Hooper si infortunò a una caviglia a 18 anni e, pur potendo tentare il recupero, decise di sottoporsi a un intervento, perdendo anche l'opportunità di partecipare al campionato mondiale giovanile in Argentina; la dirigenza dei Brumbies ebbe comunque fiducia in lui e il giocatore, recuperato, fu schierato nel corso del Super 14 2010 quando George Smith, fino ad allora titolare inamovibile nel ruolo, dovette a sua volta dare forfait per infortunio.
Nella franchise di Canberra Hooper rimase tre stagioni fino al 2012; a giugno di quell'anno Hooper fu selezionato dal C.T. degli Wallabies Robbie Deans per i test match contro Scozia e Galles in tour nell'emisfero Sud; il debutto avvenne a Newcastle e fu una sconfitta 6-9 contro gli scozzesi, riscattato da due vittorie contro i gallesi nelle successive due partite.
Dopo aver preso parte al Championship 2012 fu incluso nella squadra che intraprese il tour di fine anno in Europa, dividendo il tifo di famiglia a Twickenham contro l'Inghilterra tra sostenitori della squadra di casa e quelli dell'Australia.
Alla fine della stagione Hooper si trasferì a Sydney presso gli Waratahs, per i quali aveva firmato un contratto nell'aprile precedente; alla sua seconda stagione contribuì alla prima vittoria di sempre della franchise del Nuovo Galles del Sud nel Super Rugby, al termine di una lunga e tesa partita di finale, nella quale Hooper fu capitano, contro i neozelandesi Crusaders risoltasi solo all'ultimo minuto di gioco.
Per i test di metà anno 2014 il nuovo C.T. della Nazionale Ewen McKenzie aveva designato Hooper capitano degli Wallabies, rendendolo, a 22 anni e 9 mesi, il più giovane a ricoprire tale ruolo dal 1947 e in assoluto il terzo più giovane ad aver mai guidato la squadra in campo, dopo Jimmy Flynn, ventenne nel 1914, e Trevor Allan, ventunenne nel 1947.
Michael Cheika, subentrato a McKenzie, confermò Hooper nel ruolo per i test di fine 2014.
Fu convocato nella rosa alla Coppa del Mondo di rugby 2015 in cui giunse fino alla finale, poi persa contro la Nuova Zelanda.

## Palmarès
- Super Rugby: 1
Waratahs: 2014